# Sean Hayes
Sean Patrick Hayes (Chicago, Illinois, 1970. június 26. –) kétszeres Emmy- és Tony-díjas amerikai színész, filmproducer és humorista.
Legismertebb szerepe Jack McFarland az NBC Will és Grace című szituációs komédiájában, mellyel egy Primetime Emmy-díjat és négy Screen Actors Guild-díjat nyert, valamint hatszor jelölték Golden Globe-díjra. Produkciós cége, a Hazy Mills Productions gyártotta egyebek mellett a Grimm, a Vérmes négyes és a Hollywood Game Night című sorozatokat.
A filmvásznon színészként, illetve szinkronszínészként feltűnt többek között a Kutyák és macskák (2001), a Hálaadás (2003), A macska – Le a kalappal! (2003), a Nyerj egy randit Tad Hamiltonnal! (2004), A bakancslista (2007) és A dilis trió (2012) című filmekben.
A színpadi színészként is aktív Hayes fellépett olyan Broadway-darabokban, mint az An Act of God és a Promises, Promises – utóbbival Tony-díjra jelölték legjobb férfi főszereplő (musical) kategóriában.

## Ifjúkora és családja
Chicagóban született, Mary és Ronald Hayes öt gyermeke közül a legfiatalabbként. Édesanyja a nonprofit Northern Illinois Food Bank élelmiszerbank igazgatója volt, édesapja litográfusként dolgozott. Az ír származású Hayes római katolikus hitben nevelkedett a Chicago vonzáskörzetébe tartozó Glen Ellyn településen. Alkoholista édesapja elhagyta a családot, amikor Sean ötéves volt. Édesanyjuk ezután egyedül nevelte fel öt gyermekét, Sean évtizedekig nem beszélt apjával.

## Filmográfia

### Film
| Év   | Magyar cím                                  | Eredeti cím                                          | Szerep                            | Magyar hang      |
| ---- | ------------------------------------------- | ---------------------------------------------------- | --------------------------------- | ---------------- |
| 1996 |                                             | A&P (rövidfilm)                                      | Sammy                             |                  |
| 1998 |                                             | Billy's Hollywood Screen Kiss                        | Billy Collier                     |                  |
| 2000 |                                             | Buzz Lightyear of Star Command: The Adventure Begins | Brain Pod #13 (hangja)            |                  |
| 2001 | Kutyák és macskák                           | Cats & Dogs                                          | Csingiling (Mr. Tinkles) (hangja) | Haumann Péter    |
| 2003 | Hálaadás                                    | Pieces of April                                      | Wayne                             |                  |
| 2003 | A macska – Le a kalappal!                   | The Cat in the Hat                                   | Mr. Hank Humberfloob (hangja)     | Kautzky Armand   |
| 2003 | A macska – Le a kalappal!                   | The Cat in the Hat                                   | A Hal (hangja)                    | Lippai László    |
| 2004 | Nyerj egy randit Tad Hamiltonnal!           | Win a Date with Tad Hamilton!                        | pofátlan Richard Levy             | Galbenisz Tomasz |
| 2005 |                                             | Roberto the Insect Architect (rövidfilm)             | narrátor                          |                  |
| 2007 | A bakancslista                              | The Bucket List                                      | Thomas                            | Schmied Zoltán   |
| 2008 | A tuti duó                                  | Soul Men                                             | Danny Epstein                     |                  |
| 2008 |                                             | Igor                                                 | Agy (hangja)                      |                  |
| 2010 | Kutyák és macskák: A rusnya macska bosszúja | Cats & Dogs: The Revenge of Kitty Galore             | Csingiling (Mr. Tinkles) (hangja) | Szombathy Gyula  |
| 2012 | A dilis trió                                | The Three Stooges                                    | Larry Fine                        | Hamvas Dániel    |
| 2012 | Üss vagy fuss!                              | Hit and Run                                          | Sandy Osterman                    | Vári Attila      |
| 2013 | Szörny Egyetem                              | Monsters University                                  | Terri Perry (hangja)              | Fesztbaum Béla   |
| 2014 |                                             | How Murray Saved Christmas                           | Edison Elf (hangja)               |                  |
| 2017 | Az Emoji-film                               | The Emoji Movie                                      | Steven (hangja)                   | Zágoni Zsolt     |
| 2020 |                                             | Lazy Susan                                           | Susan O'Connell                   |                  |
| 2022 | Rendben vagyok?                             | Am I OK?                                             | Stu                               |                  |

### Televízió
| Év        | Magyar cím                        | Eredeti cím                          | Szerep                       | Megjegyzések                                                               |
| --------- | --------------------------------- | ------------------------------------ | ---------------------------- | -------------------------------------------------------------------------- |
| 1996      | Drága testek                      | Silk Stalkings                       | Roger                        | 1 epizód                                                                   |
| 1998–2020 | Will és Grace                     | Will & Grace                         | Jack McFarland               | főszereplő                                                                 |
| 2001      | Dokik                             | Scrubs                               | Nick Murdoch                 | 1 epizód                                                                   |
| 2001      | Saturday Night Live               | Saturday Night Live                  | önmaga (házigazda)           | 1 epizód                                                                   |
| 2002      | Martin és Lewis                   | Martin and Lewis                     | Jerry Lewis                  | tévéfilm                                                                   |
| 2006      |                                   | Tom Goes to the Mayor                | idegenvezető                 | 1 epizód                                                                   |
| 2006      | Lovespring ügynökség              | Lovespring International             | Victor                       | 1 epizód                                                                   |
| 2006      |                                   | Will & Grace: Say Goodnight Gracie   | Jack McFarland               | különkiadás                                                                |
| 2006–2007 |                                   | Campus Ladies                        | Marshall                     | 2 epizód                                                                   |
| 2007      | A stúdió                          | 30 Rock                              | Jesse Parcell                | 1 epizód                                                                   |
| 2008      |                                   | Man Stroke Woman                     | több szerep                  | tévéfilm                                                                   |
| 2010      | 64. Tony-gála                     | 64th Tony Awards                     | házigazda                    | különkiadás                                                                |
| 2010–2015 | Vérmes négyes                     | Hot in Cleveland                     | Chad                         | - 1 epizód - vezető producer (124 epizód) - magyar hangja: - Megyeri János |
| 2011–2017 | Grimm                             | Grimm                                | nem szerepel                 | vezető producer (108 epizód)                                               |
| 2012      | Portlandia                        | Portlandia                           | Sean                         | 1 epizód                                                                   |
| 2012      | Városfejlesztési osztály          | Parks and Recreation                 | Buddy Wood                   | 1 epizód                                                                   |
| 2012      | Éjjel-nappal szülők               | Up All Night                         | Walter                       | 4 epizód                                                                   |
| 2012–2016 |                                   | The Soul Man                         | nem szerepel                 | vezető producer (11 epizód)                                                |
| 2013      | Kasszasiker                       | Smash                                | Terrence Falls               | 3 epizód                                                                   |
| 2013      | Amerikai fater                    | American Dad!                        | Foster (hangja)              | 1 epizód                                                                   |
| 2013–     |                                   | Hollywood Game Night                 | önmaga                       | - színész (2 epizód) - alkotó és vezető producer (6 epizód)                |
| 2013–2014 | Sean, a csodaapa                  | Sean Saves the World                 | Sean Harrison                | - főszereplő (15 epizód) - vezető producer (15 epizód)                     |
| 2014      | a Miller család                   | The Millers                          | Kip Finkle                   | 11 epizód                                                                  |
| 2014      | A visszatérés                     | The Comeback                         | önmaga                       | 1 epizód                                                                   |
| 2015      |                                   | The Late Late Show                   | önmaga (meghívott házigazda) | 3 epizód                                                                   |
| 2016      | Egymás nyakán                     | Crowded                              | nem szerepel                 | vezető producer (13 epizód)                                                |
| 2016      |                                   | Maya & Marty                         | önmaga / több szereplő       | 2 epizód                                                                   |
| 2016      |                                   | An All Star Tribute to James Burrows | önmaga (házigazda)           | különkiadás (vezető producer)                                              |
| 2016      |                                   | Hairspray Live!                      | Mr. Pinky                    | különkiadás                                                                |
| 2017      | Aranyhaj: Az örökkön örökké előtt | Tangled: Before Ever After           | Pete, az őr (hangja)         | - tévéfilm - magyar hangja: - Oroszi Tamás                                 |
| 2017–2020 | Aranyhaj: A sorozat               | Tangled: The Series                  | Pete, az őr (hangja)         | - 21 epizód - magyar hangja: - Oroszi Tamás                                |
| 2019      |                                   | Live in Front of a Studio Audience   | Mr. Frank Lorenzo            | 2 epizód                                                                   |
| 2020–2022 |                                   | Jimmy Kimmel Live!                   | önmaga (meghívott házigazda) | 2 epizód                                                                   |
| 2021      | A Q-egység                        | Q-Force                              | Steve Maryweather (hangja)   | - főszereplő - magyar hangja: - Markovics Tamás                            |
| 2022      |                                   | Murderville                          | Télapó                       | 1 epizód                                                                   |
| 2022      |                                   | Lego Masters                         | önmaga                       | 1 epizód                                                                   |
| 2024      | Félig üres                        | Curb Your Enthusiasm                 | Christopher Mantle           | 2 epizód                                                                   |

### Színház
| Év        | Cím                | Szerep       |
| --------- | ------------------ | ------------ |
| 2008      | Damn Yankees       | Applegate    |
| 2010–2011 | Promises, Promises | Chuck Baxter |
| 2015–2016 | An Act of God      | Isten        |

## Fontosabb díjak és jelölések
Golden Globe-díj
| Év   | Kategória                                                         | Jelölt mű     | Eredmény |
| ---- | ----------------------------------------------------------------- | ------------- | -------- |
| 2000 | legjobb férfi mellékszereplő (sorozat, minisorozat vagy tévéfilm) | Will és Grace | Jelölve  |
| 2001 | legjobb férfi mellékszereplő (sorozat, minisorozat vagy tévéfilm) | Will és Grace | Jelölve  |
| 2002 | legjobb férfi mellékszereplő (sorozat, minisorozat vagy tévéfilm) | Will és Grace | Jelölve  |
| 2003 | legjobb férfi mellékszereplő (sorozat, minisorozat vagy tévéfilm) | Will és Grace | Jelölve  |
| 2004 | legjobb férfi mellékszereplő (sorozat, minisorozat vagy tévéfilm) | Will és Grace | Jelölve  |
| 2005 | legjobb férfi mellékszereplő (sorozat, minisorozat vagy tévéfilm) | Will és Grace | Jelölve  |

Primetime Emmy-díj
| Év   | Kategória                                      | Jelölt mű     | Eredmény |
| ---- | ---------------------------------------------- | ------------- | -------- |
| 2000 | legjobb férfi mellékszereplő (vígjátéksorozat) | Will és Grace | Elnyerte |
| 2001 | legjobb férfi mellékszereplő (vígjátéksorozat) | Will és Grace | Jelölve  |
| 2002 | legjobb férfi mellékszereplő (vígjátéksorozat) | Will és Grace | Jelölve  |
| 2003 | legjobb férfi mellékszereplő (vígjátéksorozat) | Will és Grace | Jelölve  |
| 2004 | legjobb férfi mellékszereplő (vígjátéksorozat) | Will és Grace | Jelölve  |
| 2005 | legjobb férfi mellékszereplő (vígjátéksorozat) | Will és Grace | Jelölve  |
| 2006 | legjobb férfi mellékszereplő (vígjátéksorozat) | Will és Grace | Jelölve  |
| 2011 | Legjobb varieté különkiadás (élő)              | 63. Tony-gála | Elnyerte |

## Fordítás
- Ez a szócikk részben vagy egészben  a   Sean Hayes (actor) című angol Wikipédia-szócikk fordításán alapul.  Az eredeti cikk szerkesztőit annak laptörténete sorolja fel. Ez a jelzés csupán a megfogalmazás eredetét és a szerzői jogokat jelzi, nem szolgál a cikkben szereplő információk forrásmegjelöléseként.